# فرانك دايسون
فرانك دايسون (بالإنجليزية: Frank Dyson)‏ هو لاعب دوري الرغبي بريطاني، ولد في 14 مارس 1931 في هدرسفيلد في المملكة المتحدة، وتوفي في 31 أكتوبر 1979.